# Afajin tempelj, Ajgina
Afajin tempelj (grško Ναός Αφαίας) ali Afaja je v kompleksu svetišča, posvečenega boginji Afaji, na grškem otoku Ajgina, ki leži v Saronskem zalivu. Sprva je bil znan kot tempelj Jupitra Panhelenskega. Je velik dorski tempelj, posvečen boginji – materi Afaji. Zelo priljubljen je bil med neoklasicističnimi in romantičnimi umetniki, kot je bil na primer angleški slikar J. M. W. Turner. Stoji na 160 m visokem vrhu na vzhodni strani otoka, približno 13 km vzhodno po cesti od glavnega pristanišča.
Afaja (grško Ἀφαία) je bila grška boginja, ki so jo častili izključno v tem svetišču. Tempelj je bil zgrajen pribl. 500 pred našim štetjem nad ostanki prejšnjega templja iz pribl. 570 pred našim štetjem, ki ga je pribl. 510 pred našim štetjem uničil požar. Njegovi deli so bili pokopani in so postali polnilo za večjo, ravno teraso poznejšega templja, ki je dobro ohranjen. Na mnogih zakopanih fragmentih so ostali sledovi barve. Morda je bil v 7. stoletju pred našim štetjem prav tu še en tempelj, a najbrž precej manjši in enostavnejši v tlorisu in po izvedbi. Odkrili so precej kipcev iz pozne bronaste dobe, pa tudi veliko ženskih kipcev (kurotrofa), kar morda kaže, da je bila kultna dejavnost tu živa neprekinjeno od 14. stoletja pred našim štetjem, in morda povezana z minojsko.  Zadnji tempelj ima nenavaden tloris in je pomemben tudi zaradi svojih pedimentnih kipov, za katere mislijo, da ponazarjajo prehod iz arhaične v zgodnjo klasično tehniko. Ti kipi so na ogled v Glyptotheki v Münchnu z več fragmenti, ki so v muzejih v Ajgini in kraju samem. 

## Odkritje in arheologija
Pisatelj Pavzanias omenja mesto v svojih spisih iz 2. stoletja našega štetja, vendar svetišča ne opisuje tako podrobno kot mnoge druge.  V zahodni Evropi je bilo znano iz publikacije Antiquities of Ionia (London, 1797). Leta 1811 je mlad angleški arhitekt Charles Robert Cockerell končal šolanje na svoji akademski Grand Tour,  baron Otto Magnus von Stackelberg pa je odstranil padle fragmente kipov s pedimenta. Na priporočilo barona Carla Hallerja von Hallersteina, ki je bil tudi arhitekt, poleg tega pa varovanec umetnostnega mecena princa Ludvika Bavarskega, so marmor prepeljali v tujino in ga naslednje leto prodali kronskemu princu, kmalu kralju Ludviku I. Bavarskemu. Manjša izkopavanja vzhodne stene peribol so bila izvedena leta 1894 ob obnovi zadnjega templja.
Sistematična izkopavanja so se začela v 20. stoletju. Nemško šolo v Atenah je sprva vodil Adolf Furtwängler. Opredelili in proučevali so to območje. Dela pod zadnjim templjem ni bilo mogoče izkopati, ker bi ga lahko poškodovali. V žepih v skalnati površini hriba so odkrili veliko ostankov iz bronaste dobe. Od leta 1966 do 1979 so bila obsežna druga nemška izkopavanja pod vodstvom Dietra Ohlyja. Leta 1969 so odkrili precej ostankov starejšega arhaičnega templja v polnilu poznejše terasne stene. Ernst-Ludwig Schwandner in Martha Ohly sta bila tudi povezana s tem izkopavanjem, ki se je po smrti Dietra Ohlyja nadaljevalo do leta 1988. Izkopanih je bilo dovolj ostankov, da je bilo mogoče ekstrapolirati popolno arhitekturno rekonstrukcijo zgradbe; ostanki ogredja in pediment enega dela starejšega templja so rekonstruirali v muzeju na kraju samem.

## Obdobja svetišča
Afajin tempelj je na vrhu hriba na nadmorski višini okoli 160 m na severovzhodnem koncu otoka. Zadnja oblika svetišča zajema območje, veliko 80 × 80 metrov; prejšnje faze so bile manj obsežne in so slabše opredeljene.

### Bronasta doba
V najzgodnejšem obdobju uporabe, v bronasti dobi, je bilo vzhodno območje hriba neobzidano, svetišče na prostem namenjeno ženski plodnosti in kmetijskim božanstvom. Bronastodobni kipci prekašajo ostanke lončenine. Odprtih posod je nenavadno veliko v primerjavi z zaprtimi. V bližini ni znanih naselij ali pokopov, ki bi utemeljevali uporabo. Našli so veliko majhnih keramičnih voz, prestolov in miniaturnih posod. Raztreseni so bili ostanki iz zgodnje bronaste dobe, na primer dva kamnita tjulnja, velike količine ostankov, shranjenih v srednji bronasti dobi, svetišče pa naj bi bilo najbolj v uporabi v obdobjih PHIIIa2 in PHIIIb. Težje je kult odkriti v submikenski in geometrični dobi, v katerih je kultna dejavnost še bolj razumno določena.

### Pozna geometrična doba
Furtwängler predlaga tri obdobja gradnje svetišča; v najzgodnejše spada oltar na vzhodnem koncu, datiran okoli 700 pred našim štetjem. Precej točno datirani sta cisterna na severovzhodnem kraku in struktura, opredeljena kot zakladnica, vzhodno od propilona (vhoda) svetišča. Tempelj ustreza položaju poznejših templjev, tako se ne da izkopati. Furtwängler meni, da je ta tempelj ojkos (hiša) in se sklicuje na napis iz sredine 7. stoletja pred našim štetjem, da jo je zgradil duhovnik za Afajo; predpostavlja, da je to hiša boginje (tempelj), zgrajena iz kamnitega podstavka, zgornje stene iz nežgane opeke in lesenega ogredja. Vrh hriba je bil nekoliko spremenjen, zravnan z zagozditvijo kamnov v skalne razpoke.

### Arhaična doba (Afajin tempelj I)
Ohly je zaznal (kamnit podstavek in zgornji del iz nežgane opeke) zid peribol,  ki obdaja območje, veliko okoli 40 × 45 m, datirano v to fazo. Ni bil poravnan z osjo templja. Med templjem in oltarjem je bila za povezavo zgrajena dvignjena in tlakovana ploščad. Tam je bil propilon (formalna vhodna vrata) z leseno nadgradnjo na jugovzhodni strani peribola. 14 m visok steber se je končal s sfingo, stal je na severovzhodni strani svetišča. Celotno študijo in obnovo templja je naredil Schwandner, ki ga datira pred 570 pred našim štetjem. V njegovi rekonstrukciji je tempelj prostil – tetrastil v tlorisu in ima pronaos, in kar je bistveno, aditon, nišo na hrbtni strani cele. Kot v Artemidinih templjih v Bravronu in Avlisu (med drugimi) imajo številni take zadnje sobe, ki lahko kažejo podobnost čaščenja kulta. Cela Afajinega templja je imela nenavadno vlogo z dvema vrstama dvojnih stebrov, ki podpirajo drugo raven stebrov, ki so dosegli streho. Arhitrav tega templja je bil zgrajen v dveh vrstah, kar daje višino 1,19 m, odvisno od višine friza od 0,815 m; ta delež je nenavaden med templji v regiji, vendar je znan v templjih na Siciliji. Triglif in metopa friza sta tudi na notranji strani pronaosa. Metope so bile očitno brez kiparskega okrasa in ni dokazov o pedimentnih kiparskih skupinah. Tempelj in veliko svetišče sta bila uničena v požaru okrog 510 pr. n. št.

### Pozna arhaična doba (Afajin tempelj II)
Gradnja novega templja se je začela kmalu po uničenju starejšega templja. Ostanke uničenega templja so odstranili in jih uporabljali za zapolnitev terase velikosti okoli 40 × 80 m v celotnem svetišču, velikim okoli 80 × 80 m. Ta nova tempeljska terasa je bila usklajena z načrtom novega templja. Tempelj je bil heksastil peripteral v dorskem slogu s 6 × 12 stebri, ki stojijo na 15,5 × 30,5 m veliki ploščadi; imel je distil v anti, cele z opistodomom (zadnjo sobo) in pronaosom. Vsi razen treh zunanjih stebrov so monolitni. Le v osi so bila majhna vrata med celo in opistodomom. Podobno zasnovo, vendar bolj monumentalno izvedbo kot v prejšnjem templju, je imela cela novega templja dve vrsti po pet stebrov, ki so podpirali drugo raven stebrov, ki so segli do strehe. Vogali strehe so bili okrašeni z akroterijem v obliki sfinge, osrednji, rastlinski akroterij z vsake strani je imel par kipov Kore, stoječih po en na vsaki strani. Antefiksi so bili iz marmorja, kot so bili strešniki.
Datiranje je v razponu od 510 do 470 pred našim štetjem. Bankel, ki je objavil popolne študije o ostankih, primerja značilnosti zasnove strukture z:
- Atensko zakladnico v Delfih,
- dorskim templjem na območju Marmarija v Delfih,
- Artemidinim templjem na Delionu v Parosu.

Bankel pravi, da je Afajin tempelj bolj razvit kot strukture v prejšnjem obdobju, kar omogoča datiranje okoli 500 pr. n. št. V metopah tega templja, ki niso bile najdene, so bili utori v blokih triglifov, ki so bili med seboj speti s sponkami. Če bi bili leseni, se ne bi ohranili. Najbrž so bili kamniti, a verjetno odstranjeni in prodani v preteklosti, medtem ko struktura še vedno stoji. V tem obdobje je bil predelan tudi oltar.

## Kipi pedimenta
Marmornate skupine kipov iz poznega arhaičnega Afajinega templja, ki so bili na vzhodnem in zahodnem pedimentu, so na ogled v Gliptoteki v Münchnu, kjer so bili obnovljeni pod vodstvom danskega neoklasičnega kiparja Bertela Thorvaldsena. Oblika teh del je vplivala na neoklasicizem v Münchnu, kar je vidno v arhitekturi Lea von Klenzeja. Vsak pediment je osredotočen na podobo Atene s skupinami borcev, padlih bojevnikov in z orožjem napolnjenimi nižjimi koti pedimentov. Tema, ki jo prikazuje ta pediment, je bila veličina Ajgine, kot je znana iz podvigov njenih lokalnih junakov v dveh trojanskih vojnah,  v eni s Heraklejem proti Laomedontu in drugi, ki jo je vodil Agamemnon proti Priamu. V skladu s klasičnimi miti je Zevs posilil nimfo Ajgino, ki je rodila prvega kralja otoka Ajaka. Ta kralj je imel sinova Telamona (oče homerskega junaka Ajanta in Peleja (očeta homerskega junaka Ahila). Kipi so ohranili obsežne sledove kompleksnega sistema barve, ki so ključnega pomena za študij slikarstva antičnih skulptur. Marmor so obdelali celo na hrbtni površini figur, kljub temu da so obrnjeni v pediment in zato niso bili vidni.
Ohly je trdil, da so bile na pedimentih štiri skupine (dva popolna kompleta pedimentov za vzhodno in zahodno stran templja); Bankel je uporabil arhitekturne ostanke templja, za katere trdijo, da so bile le tri pedimentalne skupine; pozneje je Ohly začel verjeti, da sta bili samo dve, ki ju je prepričljivo pokazal Eschbach.  Za pritrditev kipov na zahodni pediment (zadnji del templja) so bili mnogi mozniki v plitvejših vdolbinah. Vzhodni pediment je uporabljal globoke vdolbine in manj moznikov. Tam so bili tudi številni gejzonski bloki, ki so imeli plitve vdolbine in veliko moznikov kot zahodni pediment, vendar tja ne spadajo. Bankel trdi, da so kipi pritrjeni na vzhodnem in zahodnem pedimentu s temi plitvimi vdolbinami in da so bili odstranjeni kipi vzhodnega pedimenta (skupaj z gejzonskimi bloki razrezani) in nadomeščeni z drugo kiparsko skupino. Zdi se, da je bila ta zamenjava pred razrezom gejzona, saj kotička niso razrezali: tako imenovana prva faza vzhodnega pedimenta je bila nadomeščena z drugo fazo pred končanjem templja. Ker je bila vzhodna fasada templja (sprednja) vidno najpomembnejša, ni presenetljivo, da so se graditelji odločili, da se dodatno potrudijo pri ureditvi.

#### Vzhodni pediment
Tema je prva trojanska vojna, ne tista, ki jo opisuje Homer, ampak vojna Herakleja, ko se s Telamonom bori proti trojanskemu kralju Laomedontu. Menijo, da je ta pediment poznejši od zahodnega in kaže številne značilnosti klasičnega obdobja: kipi kažejo dinamično držo, zlasti Atena, hiastično strukturo – križno sestavo in zapleteno polnjenje prostora s pomočjo nog padlih borcev za zapolnitev težkih kotov pedimenta. Del vzhodnega pedimenta je bil uničen med perzijskimi vojnami, morda tudi zaradi nevihte. Kipi, ki so preživeli, so bili shranjeni v komori svetišča, tisti, ki so bili uničeni, so bili pokopani po starodavnem običaju. Stara sestava je bila nadomeščena z novo, s prizoriščem bitke in spet z Ateno v središču. 

#### Zahodni pediment
Druga trojanska vojna – opisal jo je Homer – tema je Ajant (Telamonov sin) kot najvidnejši kip. Slog teh kipov je iz arhaičnega obdobja. Sestava se niža s približevanjem kotom pedimenta z zapolnjevanjem prostora z uporabo ščita in čelade.